# Moroišta
Moroišta (mazedonisch Мороишта; albanisch definit Morovishti, indefinit Morovishtë) ist ein Dorf im südlichen Teil der Gemeinde Struga in der Region Südwesten in Nordmazedonien.

## Geographie
Die Gemeindehauptstadt Struga ist etwa drei Kilometer entfernt.

## Bevölkerung
Laut der letzten Volkszählung von 2021 zählte die Siedlung 881 Einwohner, die fast ausnahmslos Mazedonier christlich-orthodoxen Glaubens waren.
| Census    | 1948 | 1953 | 1961 | 1971 | 1981 | 1991 | 1994 | 2002 | 2021 |
| --------- | ---- | ---- | ---- | ---- | ---- | ---- | ---- | ---- | ---- |
| Einwohner | 506  | 555  | 681  | 799  | 838  | 964  | 909  | 909  | 881  |